# Дамиан Африканский
Дамиан — воин, святой мученик Африканский. День памяти — 12 февраля.
Римский воин святой Дамиан согласно мартирологу блаженного Иеронима, а также Бернскому (Codex Bernense) и Виссембургенскому (Codex Wissemburgense) кодексам пострадал в Африке, в то время как согласно Эптернакенскому (Codex Epternacense) кодексу он пострадал в Александрии Египетской. С его именем связывают имена двух детей — Модеста и Аммонии. Однако детали этой связи утрачены, вероятно, вместе с неким житием.